# 石正镇
石正镇，是中华人民共和国广东省梅州市平远县下辖的一个乡镇级行政单位。

## 行政区划
石正镇下辖以下地区：
石正社区、东台村、南台村、安仁村、石正村、西湖村、坪湖村、棉羊村、中东村、潭头村、马山村、下丰村、上丰村、先锋村、正和村、周正村、周畲村和安南村。